# Proof (album)
Proof è la sesta raccolta del gruppo musicale sudcoreano BTS, pubblicata il 10 giugno 2022.

## Antefatti e pubblicazione
La lavorazione di un nuovo album del gruppo è stata brevemente documentata nel quarto episodio della seconda stagione del reality BTS In the Soop, e confermata a dicembre 2021 dalla Big Hit Music.
L'uscita è stata annunciata su Weverse il 17 aprile 2022, alcune ore dopo che, alla conclusione del quarto e ultimo concerto della serie Permission to Dance On Stage a Las Vegas, sui maxischermi era stato proiettato un video seguito dalle scritte "We Are Bulletproof" e "2022.06.10". Il titolo, Proof, è stato annunciato alla mezzanotte del 5 maggio (ora coreana). Undici ore dopo sono stati aperti i pre-ordini delle due versioni dell'album, Standard e Compact, aventi la stessa tracklist ma grafica e merchandise diversi. Il 7 maggio è stato annunciato il titolo del singolo apripista, Yet to Come (The Most Beautiful Moment), mentre nell'arco dei giorni successivi è stata resa nota la lista tracce. Il 23 settembre è stata pubblicata una "Collector's Edition", le cui copie, su richiesta della casa discografica, non sono state contate nelle classifiche musicali.

## Descrizione
«Proof è un album speciale che conclude il Capitolo 1 della storia dei BTS mentre fronteggiamo il nono anniversario del nostro debutto. Siccome il punto focale dell'album è il nostro messaggio ai fan che sono stati con noi negli ultimi nove anni, abbiamo prestato particolare attenzione ai testi.»

— RM sul disco.
L'album è un'antologia in 3 dischi contenente vecchie canzoni e tre inediti che, da comunicato stampa, "riflettono i pensieri e le idee dei membri sul passato, il presente e il futuro dei BTS". Il gruppo l'ha descritto come conclusione del suo "capitolo 1", ed è stata la loro ultima uscita prima di espletare il servizio militare.
Il primo disco consta di 19 tracce tra l'inedito Yet to Come (The Most Beautiful Moment), i brani apripista dagli album precedenti (da No More Dream del 2013 a Butter del 2021) e Born Singer, quest'ultima al suo debutto commerciale: si tratta di un adattamento di Born Sinner dall'omonimo album di J. Cole con testi di RM, Suga e J-Hope, caricato come cover gratuita su YouTube un mese dopo l'esordio dei BTS nel 2013 e rimasterizzato per poter essere incluso in Proof. Il secondo disco raccoglie 15 canzoni scelte personalmente dai membri tra assoli e pezzi eseguiti solo da alcuni di loro in passato, e l'inedito Run BTS. Il terzo e ultimo disco è dedicato ai fan, pertanto solo l'ultima traccia For Youth è disponibile digitalmente, mentre le altre 13 sono state incluse soltanto nel CD: tra esse appaiono diverse demo, due canzoni su cui i BTS hanno lavorato in passato ma che non avevano mai pubblicato prima (Young Love e Quotation Mark), la versione di Tony Montana eseguita per la prima e unica volta da Suga e Jimin al fan meeting BTS 2016 Muster [ARMY.zip+], e una rivisitazione a cappella di Still with You, un assolo autoprodotto da Jung Kook caricato su SoundCloud nel 2020.
Mentre Yet to Come (The Most Beautiful Moment) è un pezzo alternative hip hop mid-tempo con testi sul passato e il futuro del gruppo, Run BTS esprime il desiderio di non accontentarsi del presente su una base strumentale hip hop ritmata che si fonde con il pop rock. For Youth, che campiona Epilogue: Young Forever da The Most Beautiful Moment in Life: Young Forever del 2016, è una ballad al pianoforte che comincia con le voci dei fan registrate a un loro concerto. Quotation Mark è eseguita solo da RM, J-Hope e Jung Kook, e contiene numerosi riferimenti ad altre loro canzoni, come BTS Cypher Pt. 3: Killer, Love Maze e Hold Me Tight, sia nei testi che nelle melodie, mentre Young Love vede RM e Jung Kook tornare all'R&B.

## Promozione
In preparazione all'uscita dell'album, il 28 maggio è stato lanciato sul canale radio Apple Music 1 di Apple Music uno show settimanale in tre episodi, BTS Radio: Past & Present, in cui il gruppo ha condiviso storie sulla propria carriera. Il primo episodio è stato lo show del 2022 più seguito fino a quel momento sulla piattaforma. Il 10 giugno sono stati aperti dei negozi a tempo a tema a New York e Los Angeles.
I BTS hanno eseguito per la prima volta le nuove canzoni di Proof lunedì 13 giugno, giorno del loro nono anniversario, durante uno show online sul loro canale YouTube Bangtan TV. Sono apparsi inoltre ai programmi musicali M Countdown su Mnet il 16 giugno, Music Bank su KBS2 il 17 giugno, e Inkigayo su SBS TV il 19 giugno.
Run BTS e Born Singer sono state ritenute inadatte alla trasmissione sulle reti KBS per la presenza di "imprecazioni, parole volgari ed espressioni rozze" nei testi.

## Accoglienza
| Recensione          | Giudizio |
| ------------------- | -------- |
| AllMusic            |          |
| Clash               | 7/10     |
| Rolling Stone       |          |
| Rolling Stone India |          |

Per Natalie Morin di Rolling Stone, Proof "non solo racconta il viaggio instancabile, di grande successo che hanno fatto finora, ma offre agli ascoltatori uno sguardo intimo sul duro lavoro che c'è stato dietro", configurandosi come loro uscita più ambiziosa. Ha indicato Run BTS come traccia di spicco, poiché "mostra la forza del gruppo quando tutte le loro qualità uniche vengono imbrigliate insieme". Riddhi Chakraborty di Rolling Stone India ha condiviso un'opinione simile, sostenendo che Run BTS sia il "momento clou dell'intera antologia, irradiando fiducia con i suoi riff di chitarra ritmici, le audaci deformazioni vocali autotune e i mitraglianti versi rap"; nel complesso, l'album ottiene il risultato "glorioso" di riuscire ad evocare contemporaneamente nostalgia nei fan e il brivido della scoperta nei nuovi ascoltatori. Secondo Ashlee Mitchell della Recording Academy, "Proof è un promemoria che l'abilità dei BTS di toccare il loro pubblico non si limita a un'emozione, un genere o un momento", mostrando "la loro profondità e bravura lirica oltre al loro talento nel produrre hit pop orecchiabili", una maggior vulnerabilità e "una certa crudezza che umanizza ulteriormente il gruppo". Mary Siroky di Consequence ha giudicato "impressionante" la scelta di includere le prime canzoni della loro carriera, senza "evitare le loro origini più umili" e tracciare demarcazioni tra passato e presente, ed ha apprezzato l'inclusione delle demo. Per Neil Z. Yeung di All Music, "Per quanto riguarda le compilation retrospettive, Proof è un brillante esempio di come farle bene, attirando gli ascoltatori con ciò che è familiare e arricchendo l'esperienza con un tocco speciale e personale". Su The Quietus, Verónica A. Bastardo ha scritto che "questo album segna una soddisfacente chiusura dei loro primi nove anni come gruppo. [...] È una tracklist dettagliata, curata in tre atti dove il gruppo scatta una foto più semplice all'evoluzione del sound dei BTS e un promemoria per un'industria che non voleva credere in loro". Abbie Aitken di Clash ha scritto che "le nuove tracce hanno un sound in qualche modo minimale, ma le loro complessità liriche conferiscono loro una maggiore focalizzazione", mentre per Choi Ji-won del Korea Herald, "Proof è la prova della corsa incrollabile dei BTS verso i loro sogni, che promettono di continuare in futuro" e "ciò che lega davvero il pacchetto da tre CD, e l'antologia dei BTS, è il messaggio centrale che la band continua dal suo debutto: seguire il proprio sogno, lottare instancabilmente per esso e non perdere mai la fiducia in se stessi e la fede nel mondo".

## Tracce
Disco 1
1. Born Singer – 3:58 (testo: RM, Suga, J-Hope – musica: Jermaine Cole, James Fauntleroy II, Anthony Parrino, Carey Finch, Juro "Mez" Davis, Ibrahim Hamad)
2. No More Dream – 3:42 (Pdogg, "Hitman" Bang, RM, Suga, J-Hope, Supreme Boi, Jung Kook)
3. N.O – 3:29 (Pdogg, "Hitman" Bang, RM, Suga, Supreme Boi)
4. Boy in Luv (상남자?, SangnamjaLR) – 3:51 (Pdogg, "Hitman" Bang, Rap Monster, Suga, Supreme Boi)
5. Danger – 4:05 (Pdogg, Thanh Bui, "Hitman" Bang, RM, Suga, J-Hope)
6. I Need U – 3:30 (Pdogg, "Hitman" Bang, RM, Suga, J-Hope, Brother Su)
7. Run – 3:56 (Pdogg, "Hitman" Bang, RM, Suga, V, Jung Kook, J-Hope)
8. Fire (불타오르네?, Bulta-oreuneLR) – 3:23 (Pdogg, "Hitman" Bang, RM, Suga, Devine Channel)
9. Blood Sweat & Tears (피 땀 눈물?, Pi ttam nunmulLR) – 3:37 (Pdogg, RM, Suga, J-Hope, "Hitman" Bang, Kim Do-hoon)
10. Spring Day (봄날?, BomnalLR) – 4:34 (Pdogg, RM, Adora, "Hitman" Bang, Arlissa Ruppert, Peter Ibsen, Suga)
11. DNA – 3:43 (Pdogg, "Hitman" Bang, Kass, Supreme Boi, Suga, RM)
12. Fake Love – 4:02 (Pdogg, "Hitman" Bang, RM)
13. Idol – 3:42 (Pdogg, Supreme Boi, "Hitman" Bang, Ali Tamposi, Roman Campolo, RM)
14. Boy with Luv (feat. Halsey) (작은 것들을 위한 시?, Jag-eun geotdeur-eul wihan siLR; lett. "Poema per le piccole cose") – 3:49 (Pdogg, RM, Melanie Joy Fontana, Michel "Lindgren" Schulz, "Hitman" Bang, Suga, Emily Weisband, J-Hope)
15. On – 4:06 (Pdogg, RM, August Rigo, Melanie Joy Fontana, Michel "Lindgren" Schulz, Suga, J-Hope, Antonina Armato, Krysta Youngs, Julia Ross)
16. Dynamite – 3:19 (David Stewart, Jessica Agombar)
17. Life Goes On – 3:28 (Pdogg, RM, Ruuth, Chris James, Antonina Armato, Suga, J-Hope)
18. Butter – 2:44 (Jenna Andrews, Rob Grimaldi, Stephen Kirk, RM, Alex Bilowtiz, Sebastian Garcia, Ron Perry)
19. Yet to Come (The Most Beautiful Moment) – 3:13 (Pdogg, RM, Max, Dan Gleyzer, Suga, J-Hope)

Disco 2
1. Run BTS (달려라 방탄?, Dallyeora BangtanLR) – 3:24 (Dwayne Abernathy Jr., RM, Ebenezer, J-Hope, Ghstloop, Jung Kook, Suga, Oneye (Pontus Kalm), Daniel Caesar, Ludwig Lindell, Melanie Joy Fontana, Michel "Lindgren" Schulz, Feli Ferraro)
2. RM – Intro: Persona – 2:51 (Hiss Noise, RM, Pdogg)
3. RM, Jin e Jung Kook – Stay – 3:26 (Arston, Jung Kook, RM, Jin)
4. Jin – Moon – 3:28 (Slow Rabbit, RM, Jin, Adora, Jordan "DJ Swivel" Young, Candace Nicole Sosa, Daniel Caesar, Ludwing Lindell)
5. Jin, J-Hope e Jung Kook – Jamais Vu – 3:47 (Marcus McCoan, Owen Roberts, Matty Thomson, Max Lynedoch Graham, Camilla Anne Stewart, RM, J-Hope, "Hitman" Bang)
6. Suga – Trivia: Seesaw – 4:06 (Slow Rabbit, Suga)
7. RM, Suga e J-Hope – BTS Cypher Pt. 3: Killer (feat. Supreme Boi) – 4:28 (Supreme Boi, RM, Suga, J-Hope)
8. J-Hope – Outro: Ego – 3:16 (J-Hope, Hiss Noise, Supreme Boi)
9. RM, Suga e J-Hope – Her – 3:48 (Suga, Slow Rabbit, RM, J-Hope)
10. Jimin – Filter – 3:00 (Tom Wiklund, Hilda Stenmalm, "Hitman" Bang, Lee Seu-ran, Lutra, Danke, Bobby Chung, Ahn Bok-jin, Fallin' Dild, Neon Boy)
11. Jimin e V – Friends (친구?, ChinguLR) – 3:19 (Pdogg, Supreme Boi, Jimin, Adora, Martin Sjølie, Stella Jang)
12. V – Singularity – 3:16 (Charlie J. Perry, RM)
13. Jin, Jimin, V e Jung Kook – 00:00 (Zero O'Clock) – 4:10 (Pdogg, RM, Jessie Lauryn Foutz, Antonina Armato)
14. Jung Kook – Euphoria – 3:48 (Jordan "DJ Swivel" Young, Candace Nicole Sosa, Melanie Joy Fontana, "Hitman" Bang, Supreme Boi, Adora, RM)
15. Jin, Jimin, V e Jung Kook – Dimple (보조개?, BojogaeLR) – 3:16 (Matthew Tishler, Allison Kaplan, RM)

Disco 3 – esclusivo della versione fisica
1. Jump (Demo Ver.) – 2:25 (Suga, Pdogg, RM, Supreme Boi)
2. RM e Jung Kook – Young Love (애매한 사이?, Aemaehan sa-iLR; lett. "Rapporto ambiguo") – 2:37 (Pdogg, RM)
3. Boy in Luv (상남자?, SangnamjaLR, Demo Ver.) – 3:38 (Pdogg, "Hitman" Bang, RM, Suga, Supreme Boi)
4. RM, J-Hope e Jung Kook – Quotation Mark (따옴표?, Tta-ompyoLR) – 2:58 (Pdogg, RM, J-Hope)
5. I Need U (Demo Ver.) – 2:41 (Pdogg, RM, Jung Kook, Suga, Brother Su, J-Hope)
6. Boys with Fun (흥탄소년단?, Heungtan SonyeondanLR, Demo Ver.) – 4:07 (Suga, Pdogg, "Hitman" Bang, RM, J-hope, Jin, Jimin, V)
7. Suga e Jimin – Tony Montana – 3:19 (Agust D, Pdogg, Supreme Boi)
8. RM – Young Forever (RM Demo Ver.) – 2:16 (RM, Slow Rabbit, Pdogg)
9. Spring Day (봄날?, BomnalLR, V Demo Ver.) – 2:12 (Pdogg, V, RM, "Hitman" Bang, Adora)
10. J-Hope – DNA (J-Hope Demo. Ver.) – 1:50 (Pdogg, J-Hope)
11. Jin – Epiphany (Jin Demo Ver.) – 3:45 (Slow Rabbit, Adora, Jin)
12. Seesaw (Demo Ver.) – 3:08 (musica: Suga)
13. Jung Kook – Still with You (Acapella) – 3:59 (Jung Kook)
14. For Youth – 4:24 (RM, Imad Royal, Rogét Chahayed, Blaise Railey, Drew Love, 4rest, J-Hope, Suga, Hiss Noise, Slow Rabbit, "Hitman" Bang)

Note:
- Il titolo originale di Dimple è Illegal, scritta da Matthew Tishler e Allison Kaplan, edita da Laundromat Music e Quiet Lion Music con Fujipacific Music Korea Inc. e Ekko Music Rights.

## Formazione
Crediti tratti dalle note di copertina dell'album.
Gruppo
- Jin – voce, scrittura (disco 2, tracce 3-4; disco 3, tracce 6, 11), gang vocal (disco 1, traccia 1; disco 2, tracce 4, 8, 10-11)
- Suga (Agust D) – rap, produzione (disco 2, tracce 6, 9; disco 3, tracce 1, 6-7, 12), testi (disco 1, traccia 1), scrittura (disco 1, tracce 2-11, 14-15, 17, 19; disco 2, tracce 1, 6-7, 9; disco 3, tracce 1, 3, 5-7, 12, 14), gang vocal (disco 1, tracce 1, 18-19; disco 2, traccia 1), tastiera (disco 2, tracce 6, 9; disco 3, tracce 6-7, 12), arrangiamento voci (disco 2, traccia 6; disco 3, tracce 5-6), arrangiamento rap (disco 2, traccia 6; disco 3, tracce 1, 5-6), registrazione (disco 2, tracce 6, 9; disco 3, tracce 1, 5, 7), sintetizzatore (disco 3, tracce 1, 6-7, 12), controcanto (disco 3, traccia 1)
- J-Hope – rap, testi (disco 1, traccia 1), scrittura (disco 1, tracce 2, 5-7, 9, 14-15, 17, 19; disco 2, tracce 1, 5, 7-9; disco 3, tracce 4-6, 10, 14), gang vocal (disco 1, tracce 1, 11, 13, 18-19; disco 2, tracce 1, 8, 10-11), controcanto (disco 2, traccia 8; disco 3, traccia 10), arrangiamento voci e rap (disco 2, traccia 8; disco 3, tracce 4, 10), registrazione (disco 2, traccia 8; disco 3, tracce 4-5, 10)
- RM – rap, produzione (disco 3, traccia 8), testi (disco 1, traccia 1), scrittura (disco 1, tracce 2-15, 17-19; disco 2, tracce 1-5, 7, 9, 12-15; disco 3, tracce 1-3, 4-6, 8-9, 14), gang vocal (disco 1, tracce 1, 11, 13, 18-19; disco 2, traccia 1), controcanto (disco 2, traccia 3; disco 3, tracce 1-2, 5, 8), arrangiamento rap (disco 1, tracce 14-15, 17; disco 2, tracce 2-3; disco 3, tracce 1-2, 4-5, 8), arrangiamento voci (disco 3, tracce 2, 4-5), registrazione (disco 1, tracce 14-15, 17; disco 2, tracce 2-3, 9; disco 3, tracce 1-2, 4-5, 8)
- Jimin – voce, produzione (disco 2, traccia 11), scrittura (disco 2, traccia 11; disco 3, traccia 6), gang vocal (disco 1, traccia 1; disco 2, tracce 4, 8, 10-11), controcanto (disco 1, tracce 8-9; disco 2, traccia 10), voce ospite (disco 3, traccia 7)
- V – voce, scrittura (disco 1, traccia 7; disco 3, tracce 6, 9), gang vocal (disco 1, traccia 1; disco 2, tracce 4, 8, 10-11), controcanto (disco 3, traccia 9)
- Jung Kook – voce, produzione (disco 3, traccia 13), scrittura (disco 1, tracce 2, 7; disco 2, tracce 1, 3; disco 3, tracce 5, 13), controcanto (disco 1, tracce 1-15, 17, 19; disco 2, tracce 1, 3, 5, 11, 13, 15; disco 3, tracce 3-4, 6, 9, 13-14), gang vocal (disco 1, tracce 1, 13; disco 2, tracce 4, 8, 10-11), arrangiamento voci (disco 3, tracce 4-5), arrangiamento rap (disco 3, tracce 4-5), registrazione (disco 3, tracce 4-5)

Produzione
- 4rest – scrittura (disco 3, traccia 14)
- Dwayne Abernathy Jr. – scrittura (disco 2, traccia 1)
- Paul Addleman – assistenza alla direzione (disco 1, traccia 15)
- Adora – scrittura (disco 1, traccia 10; disco 2, tracce 4, 11, 14; disco 3, tracce 9, 11), sintetizzatore (disco 2, traccia 6), controcanto (disco 2, tracce 4-6, 8, 10-11, 13, 15), registrazione (disco 2, tracce 4-6, 8, 10-11, 13, 15), editing digitale (disco 1, tracce 13-14; disco 2, tracce 6, 12, 14)
- Jessica Agombar – scrittura (disco 1, traccia 16)
- Ahn Bok-jin – scrittura (disco 2, traccia 10)
- Jenna Andrews – scrittura (disco 1, traccia 18), produzione vocale (disco 1, tracce 16, 18), controcanto (disco 1, traccia 18)
- Arcades – produzione (disco 2, traccia 5)
- Arston – tastiera (disco 2, traccia 3), percussioni (disco 2, traccia 3)
- Antonina Armato – scrittura (disco 1, tracce 15, 17; disco 2, traccia 13)
- Bianca Arriaga – tamburo (disco 1, traccia 15)
- Arston – produzione (disco 2, traccia 3), scrittura (disco 2, traccia 3)
- Del Atkins – basso (disco 1, traccia 15)
- Emma Atkins – tamburo (disco 1, traccia 15)
- Bad Milk – produzione (disco 2, traccia 5)
- Chris Badroos – corno (disco 1, traccia 15)
- "Hitman" Bang – scrittura (disco 1, tracce 2-14; disco 2, tracce 5, 10, 14; disco 3, tracce 3, 6, 9, 14)
- Duane Benjamin – direzione d'orchestra (disco 1, traccia 15; disco 2, tracce 8, 11)
- Alex Bilowitz – scrittura (disco 1, traccia 18)
- Dedrick Bonner – direzione del coro (disco 1, traccia 15; disco 2, tracce 8, 11), coro (disco 1, traccia 15; disco 2, tracce 8, 11)
- Shachar "Shak" Boussani – assistenza al missaggio (disco 3, traccia 14)
- Haley Breland – corno (disco 1, traccia 15)
- Stewart Brock – gang vocal (disco 2, traccia 3)
- Brother Su – scrittura (disco 1, traccia 6; disco 3, traccia 5)
- Tym Brown – coro (disco 1, traccia 15; disco 2, tracce 8, 11)
- Thanh Bui – scrittura (disco 1, traccia 5)
- Grecco Buratto – chitarra (disco 1, traccia 5)
- C'sa – controcanto (disco 3, traccia 14)
- Daniel Caesar – scrittura (disco 2, tracce 1, 4), controcanto (disco 2, traccia 4), registrazione (disco 2, traccia 4)
- Rastine Calhoun – corno (disco 1, traccia 15; disco 2, tracce 8, 11)
- Christopher Calles – corno (disco 1, traccia 15)
- Clayton Cameron – tamburo (disco 1, traccia 15)
- Roman Campolo – scrittura (disco 1, traccia 13)
- Cherene Cexil – coro (disco 1, traccia 15; disco 2, tracce 8, 11)
- Rogét Chahayed – produzione (disco 3, traccia 14), scrittura (disco 3, traccia 14), tastiera (disco 3, traccia 14), pianoforte (disco 3, traccia 14), programmazione (disco 3, traccia 14)
- Siobhan Chapman – tamburo (disco 1, traccia 15)
- Matthew Chin – corno (disco 1, traccia 15)
- Bobby Chung – scrittura (disco 2, traccia 10)
- Jermaine Cole – scrittura (disco 1, traccia 1)
- Justin Cole – tamburo (disco 1, traccia 15)
- Kayla Collins – coro (disco 1, traccia 15; disco 2, tracce 8, 11)
- Meloney Collins – assistenza alla direzione del coro (disco 1, traccia 15; disco 2, tracce 8, 11)
- Crash Cove – scrittura (disco 2, traccia 15)
- Danke – scrittura (disco 2, traccia 10)
- Juro "Mez" Davis – scrittura (disco 1, traccia 1)
- Tony Dawsey – mastering
- Jason de Leon – tamburo (disco 1, traccia 15)
- Dem Jointz – produzione (disco 2, traccia 1), tutti gli strumenti (disco 2, traccia 1), tastiera (disco 2, traccia 1), sintetizzatore (disco 2, traccia 1), chitarra (disco 2, traccia 1)
- Devine Channel – scrittura (disco 1, traccia 8)
- Alex Deyoung – mastering
- DJ Riggins – assistenza al missaggio (disco 1, traccia 15; disco 2, traccia 1)
- Ebenezer – scrittura (disco 2, traccia 1)
- El Capitxn – editing digitale (disco 2, tracce 10-11, 13)
- Matthew Espinoza – corno (disco 1, traccia 15)
- Evan – chitarra (disco 3, traccia 2), editing digitale (disco 3, traccia 14)
- Fallin' Dild – scrittura (disco 2, traccia 10)
- James Fauntleroy II – scrittura (disco 1, traccia 1)
- Feli Ferraro – scrittura (disco 2, traccia 1)
- Carey Finch – scrittura (disco 1, traccia 1)
- Ken Fisher – direzione associata (disco 1, traccia 15)
- Melanie Joy Fontana – scrittura (disco 1, tracce 14-15; disco 2, tracce 1, 14), controcanto (disco 1, tracce 14-15; disco 2, traccia 1), registrazione (disco 2, traccia 1)
- James Ford – corno (disco 1, traccia 15; disco 2, tracce 8, 11)
- Jessie Lauryn Foutz – scrittura (disco 2, traccia 13), controcanto (disco 2, traccia 13)
- Frants – basso (disco 2, tracce 4, 8), registrazione (disco 2, tracce 4, 8), editing digitale (disco 2, tracce 10-11)
- Kia Dawn Fulton – coro (disco 1, traccia 15; disco 2, tracce 8, 11)
- Sebastian Garcia – scrittura (disco 1, traccia 18)
- Chris Gehringer – mastering
- Serban Ghenea – missaggio (disco 1, tracce 16, 18)
- Ghstloop – produzione (disco 2, traccia 1), scrittura (disco 2, traccia 1), tastiera (disco 2, traccia 1), sintetizzatore (disco 2, traccia 1), editing digitale (disco 2, tracce 1, 13; disco 3, tracce 10-11, 13)
- Dan Gleyzer – scrittura (disco 1, traccia 19)
- Max Lynedoch Graham – scrittura (disco 2, traccia 5), gang vocal (disco 2, traccia 3), tastiera (disco 2, traccia 5), chitarra (disco 2, traccia 5), percussioni (disco 2, traccia 5), vocoder (disco 2, traccia 5), programmazione (disco 2, traccia 5)
- Diana Greenwood – tamburo (disco 1, traccia 15)
- Summer Greer – coro (disco 1, traccia 15; disco 2, tracce 8, 11)
- Rob Grimaldi – produzione (disco 1, traccia 18), scrittura (disco 1, traccia 18)
- Josh Gudwin – missaggio (disco 1, tracce 17, 19)
- Halsey – voce ospite (disco 1, traccia 14), scrittura (disco 1, traccia 14), controcanto (disco 1, traccia 14)
- Ibrahim Hamad – scrittura (disco 1, traccia 1)
- John Hanes – assistenza al missaggio (disco 1, tracce 16, 18)
- Enniss Harris – corno (disco 1, traccia 15)
- Spencer Hart – corno (disco 1, traccia 15)
- Hiss Noise – produzione (disco 2, tracce 2, 8), scrittura (disco 2, tracce 2, 8, 14), sintetizzatore (disco 1, traccia 1; disco 2, tracce 2, 8), tastiera (disco 2, tracce 2, 5, 8; disco 3, traccia 14), chitarra (disco 2, traccia 2), registrazione (disco 2, tracce 2, 5; disco 3, traccia 14), editing digitale (disco 1, tracce 12-13; disco 2, tracce 2-3, 5-6, 8, 10, 12-14; disco 3, tracce 9, 14), produzione aggiuntiva (disco 3, traccia 14)
- Bob Horn – missaggio (disco 3, traccia 14)
- Peter Ibsen – scrittura (disco 1, traccia 10)
- Chris James – scrittura (disco 1, traccia 17)
- Stella Jang – scrittura (disco 2, traccia 11)
- Jaycen Joshua – missaggio (disco 1, tracce 14-15; disco 2, traccia 1)
- Jeon Boo-yeon – editing digitale (disco 3, traccia 9), missaggio (disco 3, tracce 9, 11)
- Jeon Jae-hee – controcanto (disco 3, traccia 9)
- June – controcanto (disco 2, traccia 12; disco 3, traccia 7)
- Jung Soo-wan – chitarra (disco 3, traccia 8)
- Jung Woo-young – registrazione (disco 1, tracce 10-12; disco 2, tracce 4, 6, 9, 11, 13; disco 3, traccia 9), editing digitale (disco 2, tracce 5, 14), missaggio (disco 3, tracce 10, 12)
- Allison Kaplan – scrittura (disco 2, traccia 15)
- Kass – scrittura (disco 1, traccia 11), controcanto (disco 1, traccia 11), gang vocal (disco 1, traccia 11), registrazione (disco 1, traccia 11), sintetizzatore (disco 2, traccia 15), produzione aggiuntiva (disco 2, traccia 15)
- Wendell Kelly – corno (disco 2, tracce 8, 11)
- Brenden Kersey-Wilson – corno (disco 1, traccia 15)
- Kim Do-hoon – scrittura (disco 1, traccia 9)
- Kim Ji-yeon – registrazione (disco 2, tracce 2, 5)
- Stephen Kirk – produzione (disco 1, traccia 18), scrittura (disco 1, traccia 18), produzione vocale (disco 1, traccia 18)
- Sam Klempner – chitarra (disco 1, traccia 4; disco 3, traccia 3), registrazione (disco 1, traccia 4; disco 3, traccia 3)
- Moiro Konchellah – coro (disco 1, traccia 15; disco 2, tracce 8, 11)
- Sam Kredich – corno (disco 1, traccia 15)
- Lee Seu-ran – scrittura (disco 2, traccia 10)
- Lee Shin-sung – controcanto (disco 1, traccia 11)
- Lee Tae-wook – chitarra (disco 1, tracce 12, 14; disco 2, tracce 2, 4-6)
- Ken Lewis – missaggio (disco 1, traccia 1; disco 2, tracce 2, 7; disco 3, tracce 2, 4)
- Ludwing Lindell – scrittura (disco 2, tracce 1, 4), controcanto (disco 2, traccia 4), registrazione (disco 2, traccia 4)
- Drew Love – scrittura (disco 3, traccia 14)
- Lutra – scrittura (disco 2, traccia 10)
- Evan Mackey – corno (disco 1, traccia 15)
- Jesus Martinez – corno (disco 1, traccia 15)
- Max – scrittura (disco 1, traccia 19)
- Chadaé McAlister – coro (disco 1, traccia 15; disco 2, tracce 8, 11)
- Marcus McCoan – produzione (disco 2, traccia 5), scrittura (disco 2, traccia 5), tastiera (disco 2, traccia 5), percussioni (disco 2, traccia 5), controcanto (disco 2, traccia 5), programmazione (disco 2, traccia 5)
- Collin McCrary – corno (disco 1, traccia 15)
- John McEwan – gang vocal (disco 2, traccia 3)
- Kevin McKeown – direzione (disco 1, traccia 15)
- Vlado Meller – mastering
- Randy Merrill – mastering
- Elijah Merritt-Hitch – assistenza al missaggio (disco 1, traccia 17)
- Claudius Mittendorfer – missaggio (disco 2, traccia 11)
- Erm Navarro – corno (disco 2, tracce 8, 11)
- Neon Boy – scrittura (disco 2, traccia 10)
- Nobody – basso (disco 1, tracce 1, 10-11; disco 2, tracce 6, 9, 11; disco 3, tracce 9, 11)
- Oneye (Pontus Kalm) – scrittura (disco 2, traccia 1)
- Marie Ortinau – gang vocal (disco 2, traccia 3)
- Katie Osborn – corno (disco 1, traccia 15)
- Jon Pappenbrook – corno (disco 2, tracce 8, 11)
- Park Eun-jung – registrazione (disco 2, traccia 4)
- Park Jin-se – registrazione (disco 1, traccia 14), missaggio (disco 3, traccia 8)
- Anthony Parrino – scrittura (disco 1, traccia 1)
- Keith Parry – registrazione (disco 1, traccia 18)
- Pdogg – produzione (disco 1, tracce 2-15, 17, 19; disco 2, tracce 11, 13; disco 3, tracce 1-10), scrittura (disco 1, tracce 2-15, 17, 19; disco 2, tracce 2, 11, 13; disco 3, tracce 1-10), tastiera (disco 1, tracce 2-15, 17, 19; disco 2, tracce 11, 13; disco 3, tracce 1-6, 9-10), sintetizzatore (disco 1, tracce 2-15, 17, 19; disco 2, tracce 11, 13; disco 3, tracce 2-5, 7-10), vocoder (disco 2, traccia 6), arrangiamento voci (disco 1, tracce 1-15, 17-19; disco 2, tracce 1, 3, 5, 10-13; disco 3, tracce 2-3, 6, 9, 13), arrangiamento rap (disco 1, tracce 1-15, 17, 19; disco 2, tracce 1, 5; disco 3, tracce 2-3, 9), controcanto (disco 1, tracce 2, 4-5, 8; disco 3, tracce 3, 14), gang vocal (disco 1, traccia 11; disco 2, traccia 4), registrazione (disco 1, tutte le tracce; disco 2, tracce 1, 3, 5, 10-13; disco 3, tracce 2-3, 6, 9, 13-14), editing digitale (disco 1, tracce 1, 12-15, 17, 19; disco 2, traccia 11; disco 3, tracce 2-3, 7), missaggio (disco 3, tracce 1, 3, 5, 7)
- Juan "Saucy" Peña – ingegneria vocale (disco 1, traccia 16), registrazione (disco 1, traccia 18)
- Marcus Perez – corno (disco 1, traccia 15)
- Charlie J. Perry – produzione (disco 2, traccia 12), scrittura (disco 2, traccia 12), tastiera (disco 2, traccia 12), basso (disco 2, traccia 12)
- Ron Perry – produzione (disco 1, traccia 18), scrittura (disco 1, traccia 18)
- Samuel Pounds – coro (disco 1, traccia 15; disco 2, tracce 8, 11)
- Blaise Railey – scrittura (disco 3, traccia 14)
- Eric Reichers – registrazione (disco 1, tracce 5, 15; disco 2, tracce 8, 11)
- James F. Reynolds – missaggio (disco 1, tracce 2-13; disco 2, tracce 3-4)
- Jacob Richards – assistenza al missaggio (disco 1, traccia 15; disco 2, traccia 1)
- August Rigo – scrittura (disco 1, traccia 15)
- Owen Roberts – scrittura (disco 2, traccia 5), tastiera (disco 2, traccia 5), percussioni (disco 2, traccia 5), programmazione (disco 2, traccia 5)
- Julia Ross – scrittura (disco 1, traccia 15)
- Imad Royal – produzione (disco 3, traccia 14), scrittura (disco 3, traccia 14), batteria (disco 3, traccia 14), programmazione (disco 3, traccia 14)
- Arlissa Ruppert – scrittura (disco 1, traccia 10), controcanto (disco 1, traccia 10)
- Ruuth – scrittura (disco 1, traccia 17), controcanto (disco 1, traccia 17)
- Ken Sarah – tamburo (disco 1, traccia 15)
- Michel "Lindgren" Schulz – scrittura (disco 1, tracce 14-15; disco 2, traccia 1), registrazione (disco 1, traccia 14)
- Max Seaberg – assistenza al missaggio (disco 1, traccia 15; disco 2, traccia 1)
- Walter Simonsen – tamburo (disco 1, traccia 15)
- Martin Sjølie – scrittura (disco 2, traccia 11), controcanto (disco 2, traccia 11)
- Slow Rabbit – produzione (disco 2, tracce 4, 6, 9; disco 3, tracce 8, 11), scrittura (disco 2, tracce 4, 6, 9; disco 3, tracce 8, 11, 14), tastiera (disco 1, traccia 1; disco 2, tracce 4, 6, 9; disco 3, tracce 8, 11), sintetizzatore (disco 2, tracce 4, 6, 9; disco 3, traccia 11), arrangiamento voci (disco 2, tracce 4, 6, 12, 14-15; disco 3, traccia 11), arrangiamento rap (disco 2, tracce 6, 9), registrazione (disco 2, tracce 4, 6, 9, 12, 14-15; disco 3, traccia 11), editing digitale (disco 2, tracce 4, 6; disco 3, traccia 11), produzione aggiuntiva (disco 2, traccia 14)
- Candice Nicole Sosa – scrittura (disco 2, tracce 4, 14), controcanto (disco 2, traccia 4), chitarra (disco 2, traccia 14)
- Hilda Stenmalm – scrittura (disco 2, traccia 10)
- Camilla Anne Stewart – scrittura (disco 2, traccia 5)
- David Stewart – produzione (disco 1, traccia 16), scrittura (disco 1, traccia 16), batteria (disco 1, traccia 16), percussioni (disco 1, traccia 16), chitarra basso (disco 1, traccia 16), basso synth (disco 1, traccia 16), sintetizzatore (disco 1, traccia 16), pad (disco 1, traccia 16), piano (disco 1, traccia 16), chitarra elettrica (disco 1, traccia 16), corni programmati (disco 1, traccia 16), archi programmati (disco 1, traccia 16), controcanto (disco 1, traccia 16)
- Michael Stranieri – corno (disco 1, traccia 15)
- Summergal – editing digitale (disco 2, traccia 3; disco 3, tracce 11, 13-14)
- Supreme Boi – produzione (disco 2, traccia 7; disco 3, traccia 1; disco 3, traccia 7), scrittura (disco 1, tracce 2-4, 11, 13; disco 2, tracce 7-8, 11, 14; disco 3, tracce 1, 3, 7), voce ospite (disco 2, traccia 7), tastiera (disco 2, traccia 7; disco 3, traccia 7), sintetizzatore (disco 2, traccia 7), controcanto (disco 1, tracce 2-4, 11-13; disco 3, traccia 3), gang vocal (disco 1, tracce 11, 13), arrangiamento voci (disco 1, traccia 13), arrangiamento rap (disco 1, traccia 13; disco 2, tracce 7, 9), registrazione (disco 1, tracce 11, 13; disco 2, tracce 7, 9), editing digitale (disco 1, tracce 12-13; disco 2, traccia 6)
- Ali Tamposi – scrittura (disco 1, traccia 13)
- Phil Tan – missaggio (disco 2, traccia 10)
- Matt Thomson – scrittura (disco 2, traccia 5), gang vocal (disco 2, traccia 3), tastiera (disco 2, traccia 5), chitarra (disco 2, traccia 5), percussioni (disco 2, traccia 5), vocoder (disco 2, traccia 5), programmazione (disco 2, traccia 5)
- Johnny Thurkell – corni dal vivo (disco 1, traccia 16)
- Matthew Tishler – produzione (disco 2, traccia 15), scrittura (disco 2, traccia 15), tastiera (disco 2, traccia 15), sintetizzatore (disco 2, traccia 15)
- Julian Vasquez – registrazione (disco 3, traccia 14)
- Vendors (Kevin Leinster Jr.) – controcanto (disco 3, traccia 11)
- Joshua Von Bergmann – tamburo (disco 1, traccia 15)
- Heidi Wang – assistenza al missaggio (disco 1, tracce 17, 19)
- Emily Weisband – scrittura (disco 1, traccia 14)
- Alex Williams – registrazione (disco 1, tracce 14-15)
- Tom Wiklund – produzione (disco 2, traccia 10), scrittura (disco 2, traccia 10), tutti gli strumenti e programmazione (disco 2, traccia 10), controcanto (disco 2, traccia 10)
- Amber Wright – coro (disco 1, traccia 15; disco 2, tracce 8, 11)
- Ed Wynn – corno (disco 2, tracce 8, 11)
- Yang Ga – missaggio (disco 2, tracce 5-6, 8-9, 12-13, 15; disco 3, traccia 13), mastering
- Young – chitarra (disco 1, tracce 1, 4, 7, 10-11, 15; disco 2, tracce 1, 4, 11, 13; disco 3, tracce 3, 9, 11), registrazione (disco 2, traccia 1)
- Jordan "DJ Swivel" Young – produzione (disco 2, traccia 14), scrittura (disco 2, tracce 4, 14), controcanto (disco 2, traccia 4), registrazione (disco 2, traccia 4), tutti gli strumenti (disco 2, traccia 14), missaggio (disco 2, traccia 14)
- Zakiya Young – coro (disco 1, traccia 15; disco 2, tracce 8, 11)
- Krysta Youngs – scrittura (disco 1, traccia 15)
- Bill Zimmerman – ingegneria aggiuntiva (disco 2, traccia 10)

## Successo commerciale
In Corea del Sud, Proof ha venduto 1 333 790 copie fisiche durante la prima giornata di disponibilità secondo la Circle Chart, mentre 2,15 milioni secondo la Hanteo Chart. In Giappone, dov'è uscito il 13 giugno, ha venduto 463 718 copie nel medesimo lasso di tempo e si è classificato in vetta alla graduatoria Oricon con 514 000 copie, conseguendo le vendite settimanali più alte del 2022 e diventando il quinto album di un artista straniero più venduto in Giappone durante la prima settimana.
Ha raggiunto la prima posizione anche in Corea del Sud e diversi altri Paesi tra cui Germania, Belgio, Australia, Paesi Bassi, Finlandia, Nuova Zelanda e Svizzera, mentre è arrivato secondo in Italia e in Francia, e ottavo nel Regno Unito.
Negli Stati Uniti è stato il loro sesto disco in vetta alla Billboard 200 grazie a 314 000 unità di vendita, per la maggior parte CD; Yet to Come (The Most Beautiful Moment) e Run BTS sono entrate nella Billboard Hot 100 rispettivamente in posizione 13 e 73, e le tracce dell'album hanno occupato l'intera top 15 della classifica World Digital Song Sales. Combinando copie fisiche e digitali, Proof è stato il terzo album più venduto del 2022 negli Stati Uniti.
Globalmente, tenendo conto soltanto delle copie fisiche e digitali, è stato il secondo album più venduto del 2022 secondo la IFPI, e il quarto più consumato, considerando anche le riproduzioni in streaming.

## Classifiche

### Classifiche settimanali
| Classifica (2022) | Posizione massima |
| ----------------- | ----------------- |
| Australia         | 1                 |
| Austria           | 1                 |
| Belgio (Fiandre)  | 1                 |
| Belgio (Vallonia) | 1                 |
| Canada            | 1                 |
| Corea del Sud     | 1                 |
| Croazia           | 1                 |
| Danimarca         | 2                 |
| Finlandia         | 1                 |
| Francia           | 2                 |
| Germania          | 1                 |
| Giappone          | 1                 |
| Grecia            | 1                 |
| Irlanda           | 28                |
| Italia            | 2                 |
| Lituania          | 5                 |
| Norvegia          | 9                 |
| Nuova Zelanda     | 1                 |
| Paesi Bassi       | 1                 |
| Polonia           | 1                 |
| Portogallo        | 1                 |
| Regno Unito       | 8                 |
| Repubblica Ceca   | 83                |
| Spagna            | 2                 |
| Stati Uniti       | 1                 |
| Svezia            | 15                |
| Svizzera          | 1                 |
| Ungheria          | 1                 |

### Classifiche di fine anno
| Classifica (2022) | Posizione |
| ----------------- | --------- |
| Australia         | 61        |
| Austria           | 46        |
| Belgio (Fiandre)  | 50        |
| Belgio (Vallonia) | 47        |
| Corea del Sud     | 1         |
| Francia           | 41        |
| Germania          | 15        |
| Nuova Zelanda     | 40        |
| Polonia           | 20        |
| Spagna            | 73        |
| Svizzera          | 27        |
| Classifica (2023) | Posizione |
| Francia           | 149       |

## Riconoscimenti
- Asian Pop Music Award[89]
  - 2022 – Candidatura Album straniero dell'anno
- Circle Chart Music Award[90]
  - 2023 – Album retail dell'anno
  - 2023 – Album dell'anno - giugno
- Genie Music Award[91]
  - 2022 – Candidatura Album dell'anno
- Golden Disc Award[92]
  - 2023 – Bonsang (sezione album)
  - 2023 – Daesang (sezione album)
- Japan Gold Disc Award[93]
  - 2023 – Tre migliori album (Asia)
- MAMA Award[94]
  - 2022 – Album dell'anno
- Melon Music Award[95]
  - 2022 – Disco dell'anno
- Music Awards Japan
  - 2025 – Candidatura Miglior album[96]
- Seoul Music Award[97]
  - 2023 – Miglior album